# Margriet Matthijsse
Margriet Matthijsse (Rotterdam, 29 april 1977) is een voormalig Nederlandse zeilster. 
Matthijsse was op zestienjarige leeftijd al succesvol als zeilster in Europe-klasse waarin ze acht jaar lang actief bleef. Haar grootste successen in de Europe waren twee wereldtitels in 1997 en 1999, twee Europese titels eveneens in 1997 en 1999 en twee zilveren medailles behaald op de Olympische Spelen van 1996 en 2000. 
Voor haar zilveren medaille op de Spelen in 1996 ontving Matthijsse de Conny van Rietschoten Trofee, de belangrijkste zeilprijs van Nederland. In het jaar erop won ze de prijs opnieuw, nu vanwege de overwinningen op het WK en EK. In 1999 volgde de belangrijkste zeilprijs ter wereld, de ISAF World Sailor of the Year Award, voor haar dominantie in haar klasse met WK-winst als hoogtepunt. De tweede plaats op de Spelen van 2000 bracht haar voor de derde keer de Conny van Rietschoten Trofee.
In 2001 stapte ze over naar de 470 klasse en vormde een team met Lisa Westerhof. Ook in deze klasse behaalde ze enkele successen hetgeen resulteerde in een deelname aan de Olympische Spelen in 2004 in Athene. Hier sloot ze haar carrière af met een 9e plaats. van 2006 tot met mei 2017 was ze werkzaam als Project Assistant en Office Manager voor Topsport Rotterdam, sinds oktober 2017 heeft ze een eigen bedrijf.

## Palmares
- 1994 - WK, Europe,
- 1995 - WK, Europe,
- 1996 - OS, Europe,
- 1996 - Conny van Rietschoten Trofee
- 1997 - WK, Europe,
- 1997 - EK, Europe,
- 1997 - Conny van Rietschoten Trofee
- 1998 - WK, Europe, 4e
- 1999 - WK, Europe,
- 1999 - EK, Europe,
- 1999 - ISAF World Sailor of the Year Award
- 2000 - EK, Europe,
- 2000 - OS, Europe,
- 2000 - Conny van Rietschoten Trofee
- 2001 - WK, 470,
- 2002 - EK, 470,
- 2003 - WK, 470, 7e
- 2004 - OS, 470, 9e